# Маркель Бергара
Маркель Бергара (ісп. Markel Bergara; нар. 5 травня 1986, Ельгойбар) — іспанський футболіст, що грав на позиції півзахисника.

## Клубна кар'єра
Народився 5 травня 1986 року в місті Ельгойбар. Вихованець футбольної школи клубу «Реал Сосьєдад».
У дорослому футболі дебютував 2003 року виступами за команду «Реал Сосьєдад Б», в якій провів два сезони. Згодом по року провів в оренді в «Ейбарі» і «Весіндаріо», після чого повернувся до «Реал Сосьєдад», де пробився до основного складу і кольори якого захищав протягом наступного десятиріччя.
2017 року перейшов до «Хетафе», виступами за який за два роки і завершив професійну футбольну кар'єру.

## Виступи за збірну
2005 року провів п'ять ігор у складі юнацької збірної Іспанії (U-20).

## Титули і досягнення
- Чемпіон Європи (U-19): 2004